# Lionville
Lionville es un lugar designado por el censo ubicado en el condado de Chester en el estado estadounidense de Pensilvania. En el Censo de 2010 tenía una población de 6189 habitantes y una densidad poblacional de 1544,45 personas por km².

## Geografía
Lionville se encuentra ubicado en las coordenadas 40°3′6″N 75°38′39″O / 40.05167, -75.64417. Según la Oficina del Censo de los Estados Unidos, Lionville tiene una superficie total de 6,45 km², de la cual 6,42 km² corresponden a tierra firme y (0,4%) 0,03 km² es agua.

## Demografía
Según el censo de 2010, había 6189 personas residiendo en Lionville. La densidad de población era de 1544,45 hab./km². De los 6189 habitantes, Lionville estaba compuesto por el 86,75% blancos, el 3,99% eran afroamericanos, el 0,13% eran amerindios, el 6,5% eran asiáticos, el 0% eran isleños del Pacífico, el 0.94% eran de otras razas y el 1,7% pertenecían a dos o más razas. Del total de la población el 2,92% eran hispanos o latinos de cualquier raza.